# 澳門巴士71路線
澳門巴士71路線是由澳巴經營，往返澳門大學和亞馬喇前地的巴士路線。

## 簡介及歷史
- 2014年8月10日，本線開設，由新時代經營。

- 2016年9月24日，新增停靠「蓮花海濱大馬路／百老匯」、「皇庭海景酒店」、「蓮花海濱大馬路／銀河-1」、「蓮花海濱大馬路／銀河-2」站。[1]

- 2017年6月1日，新增停靠「西灣大橋／海洋大馬路」、「海洋廣場」站，同時實施暑假班距，介乎8-18分鐘，8月14日起恢復原本班距。[2]

- 2018年8月1日，本線改由澳巴經營，成為澳巴繼73、73X、N6路線之後的第四條澳門大學路線。

- 2019年2月4日，新增停靠「東亞運馬路／羅斯福」站。

- 2019年3月9日，新增停靠「海濱圓形地／生態保護區」、「海濱圓形地／西堤馬路」站。

- 2020年1月29日起，配合COVID-19防疫工作，本線在離峰時間10:00-17:00調整班距至30分鐘，21:00至尾班車則調整班距至60分鐘，其餘時段班距不變。[3]

- 2020年2月5日，本線改於08:00-11:00、17:00-20:00駛入澳門大學校區，班距30分鐘，其餘時間以“澳大河隧／高爾夫俱樂部”站為落客站，以「澳大河隧／西堤馬路」站為上客站，班距改為30-60分鐘，尾班車提早在22:30開出，直至另行通知。[4]

- 2020年2月10日，本線原計劃轉用中巴行駛。[5]但澳巴決定為減少COVID-19傳播風險，決定繼續派出原車型行走。[6]

- 2020年2月17日，本線恢復全日進入澳門大學校區。首班車至11:00、17:00-21:00的班距為30分鐘，11:00-17:00、21:00至尾班車的班距為60分鐘。[7]

- 2020年3月2日，本線首班車至11:00、17:00-21:00之時段恢復正常班距；而11:00-17:00、21:00至尾班車班距30分鐘。[8]

- 2020年3月12日起，本線改為循環線。[9]

- 2020年10月至12月期間，受亞馬喇前地站改造工程影響，臨時停靠「葡京酒店」站。（賽車期間除外）

- 2021年8月18日起，開設特班車路線，往返澳門大學至司打口。[10]

- 2022年2月17日至2023年6月9日，因應進行澳門大學新校區連接橫琴口岸通道橋工程動工，澳門大學總站暫停使用。本線臨時起始站為“澳大／行政樓”，臨時終點站為“澳大／綜合體育館”。[11]

- 2022年5月28日起，本線提早尾班車時間至22:00，並與73路線實施聯合班次。[12]

- 2022年6月11日至8月4日，本線暑假期間臨時調整班距至12-20分鐘。[13]

- 2022年7月11日至22日，因實施「全澳相對靜止管理」措施，本線暫停營運。[14] [15]

- 2022年7月23日起，因“相對靜止管理”結束並進入「防控鞏固期」，本線恢復營運，同時調整為繁忙時段（06:30-10:00、16:00-20:00）服務。[16][17][18][19]

- 2022年8月18日起，本線恢復全日服務。

- 2023年1月15日至29日，本線寒假期間臨時調整班次為15至20分鐘。[20]

- 2023年6月9日至8月3日，本線暑假期間臨時調整班距至15-20分鐘。[21]

## 本線特色
- 本線為：
  - 新時代成立以來，首條全新開辦的巴士路線
  - 澳門第71條巴士路線
  - 首條十位數為“7”開頭的巴士路線
  - 繼73路線後，澳門第三條進入澳門大學新校區的路線

## 使用車輛
2023年1月1日前：
- 宇通ZK6115HG1
- 宇通ZK6105HG

2023年1月1日起：
- 宇通ZK6115HG1
- 宇通ZK6105HG
- 廈門金旅XML6105J15

2023年1月19日起：
- 宇通ZK6105HG

2024年2月10日起：
- 宇通ZK6105HG
- 中通LCK6980SHEVG

2024年3月起：
- 宇通ZK6115HG1
- 宇通ZK6105HG

2024年7月8日起：
- 中通LCK6980SHEVG

## 電牌
| 往澳門方向      | 往澳門方向   | 往澳門方向 |
| 日期            | 頭牌         | 圖例       |
| --------------- | ------------ | ---------- |
| 開線至今        | 亞馬喇前地   |            |
| 往澳門大學方向  |              |            |
| 日期            | 頭牌         | 圖例       |
| 2015年3月14日前 | 澳大橫琴總站 |            |
| 2015年3月14日前 | 澳大橫琴     |            |
| 2015年3月14日起 | 澳門大學     |            |

## 路線資料

### 收費
| 收費類別     | 收費類別                      | 收費類別             | 費用 |
| ------------ | ----------------------------- | -------------------- | ---- |
| 現金         | 現金                          | 現金                 | $6.0 |
| 境外支付工具 | 支付寶（內地及香港）          | 支付寶（內地及香港） | $6.0 |
| 境外支付工具 | 雲閃付 非綁定澳門銀聯卡       |                      | $6.0 |
| 境外支付工具 | 微信支付（內地及香港）        |                      | $6.0 |
| 境外支付工具 | 交通聯合 非澳門發行的全國通卡 |                      | $6.0 |
| 境內支付工具 | 澳門通                        | 全民卡               | $3.0 |
| 境內支付工具 | 澳門通                        | 學生卡               | $1.5 |
| 境內支付工具 | 澳門通                        | 長者卡               | 免費 |
| 境內支付工具 | 澳門通                        | 殘疾卡               | 免費 |
| 境內支付工具 | 聚易用＋                      | 聚易用＋             | $3.0 |

### 服務時間及班距
| 澳門大學總站                  | 06:30-22:00 |
| 班距                          | 15-20分鐘   |
| 懸掛8號風球後30分鐘開出尾班車 |             |

### 路線停站
| 71   | 澳門大學 ↺ 亞馬喇前地 | 澳門大學 ↺ 亞馬喇前地  |
| 序號 | 循環線                | 循環線                 |
| 序號 | 站號                  | 站名                   |
| 1    | T550/1                | 澳門大學總站           |
| 2    | T556                  | 澳大／行政樓           |
| 3    | T557                  | 大學北                 |
| 4    | T558                  | 大學大馬路             |
| 5    | T551/1                | 澳大／研究生宿舍       |
| 6    | T425                  | 海濱圓形地／西提馬路   |
| 7    | T423                  | 蓮花海濱大馬路／百老匯 |
| 8    | T421                  | 皇庭海景酒店           |
| 9    | T431                  | 西灣大橋／海洋大馬路   |
| 10   | M172/7                | 亞馬喇前地             |
| 11   | T335/2                | 海洋廣場               |
| 12   | T328                  | 東亞運馬路／羅斯福     |
| 13   | T420                  | 蓮花海濱大馬路／銀河-1 |
| 14   | T422                  | 蓮花海濱大馬路／銀河-2 |
| 15   | T424                  | 海濱圓形地／生態保護區 |
| 16   | T559                  | 大學南                 |
| 17   | T552                  | 澳大／中央教學樓       |
| 18   | T553                  | 澳大／大學展館         |
| 19   | T554                  | 澳大／大學會堂         |
| 20   | T555/2                | 澳大／綜合體育館       |
| 21   | T550/1                | 澳門大學總站           |

## 本線分流路線
- 澳門巴士71S路線
- 澳門巴士71X路線（已取消）

## 圖片集

### 新時代時期

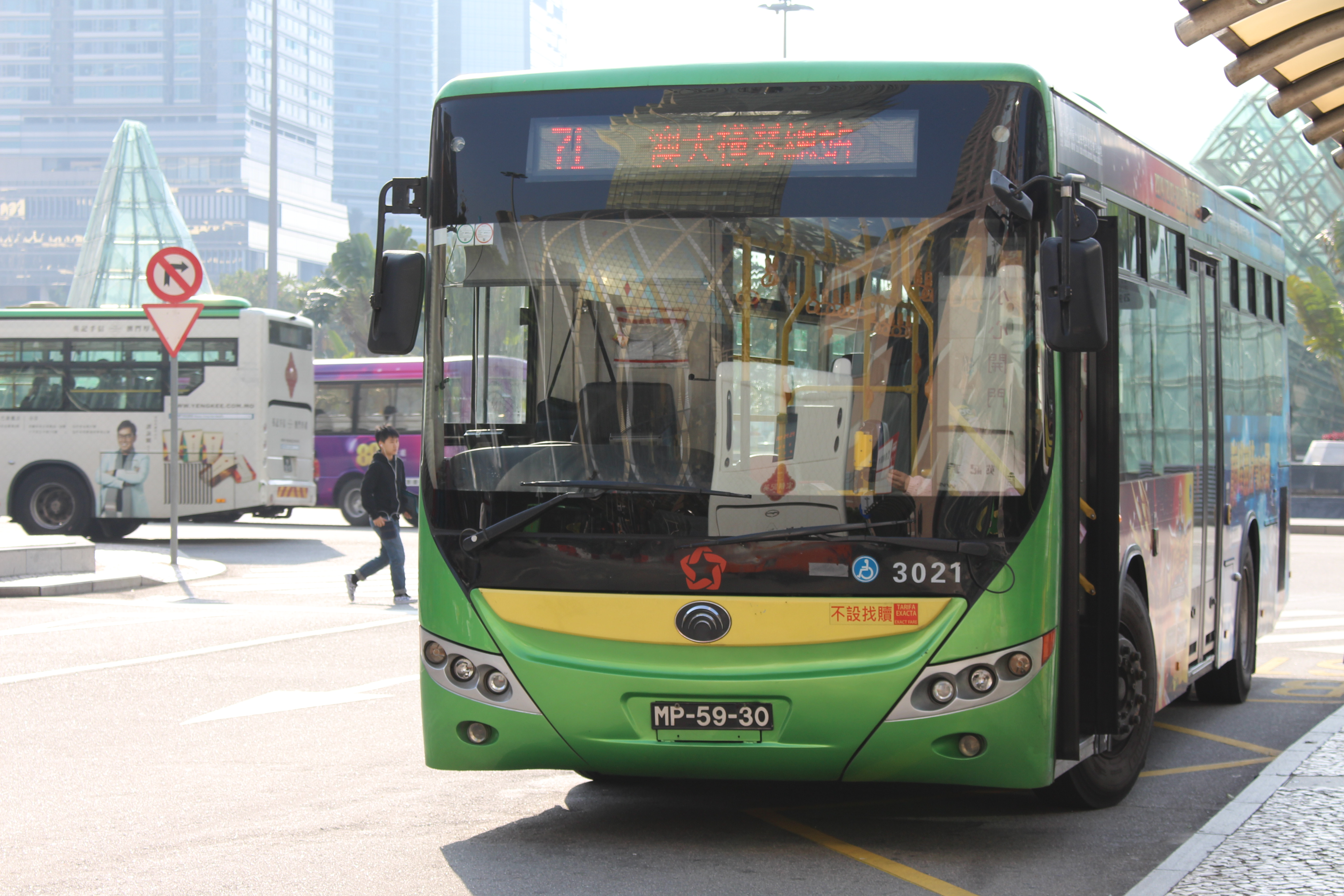
宇通ZK6118HGE
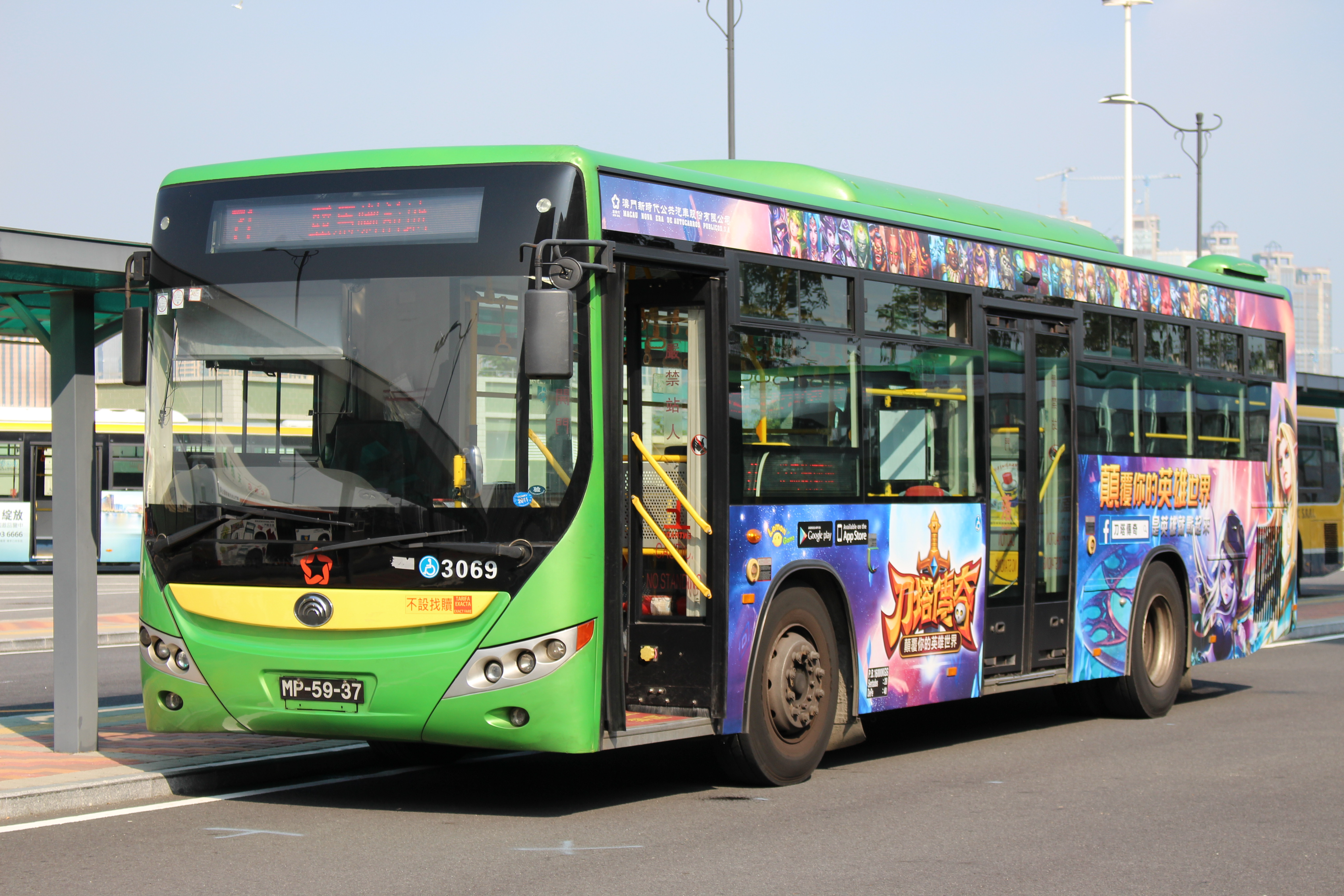
宇通ZK6118HGE
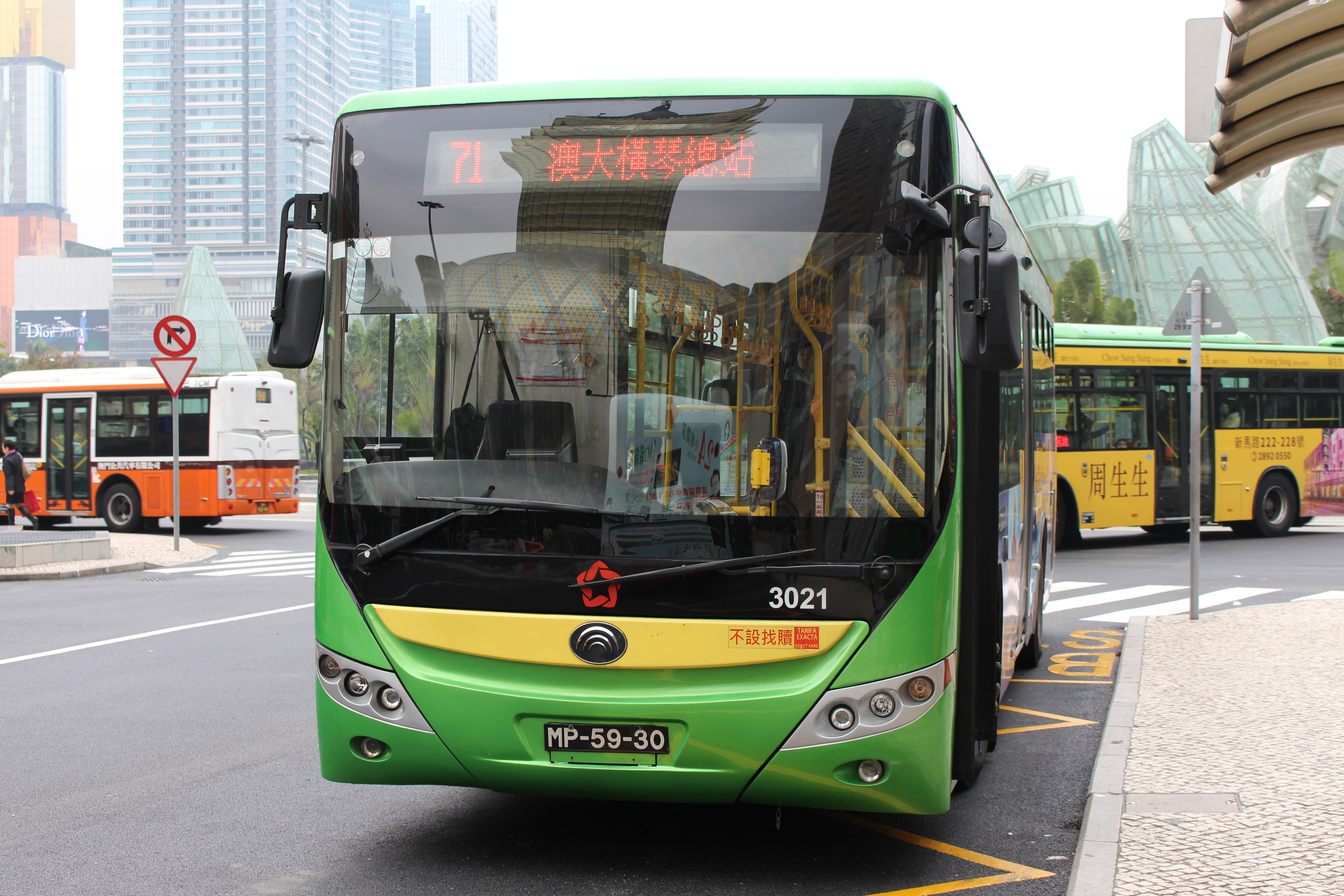
宇通ZK6118HGE
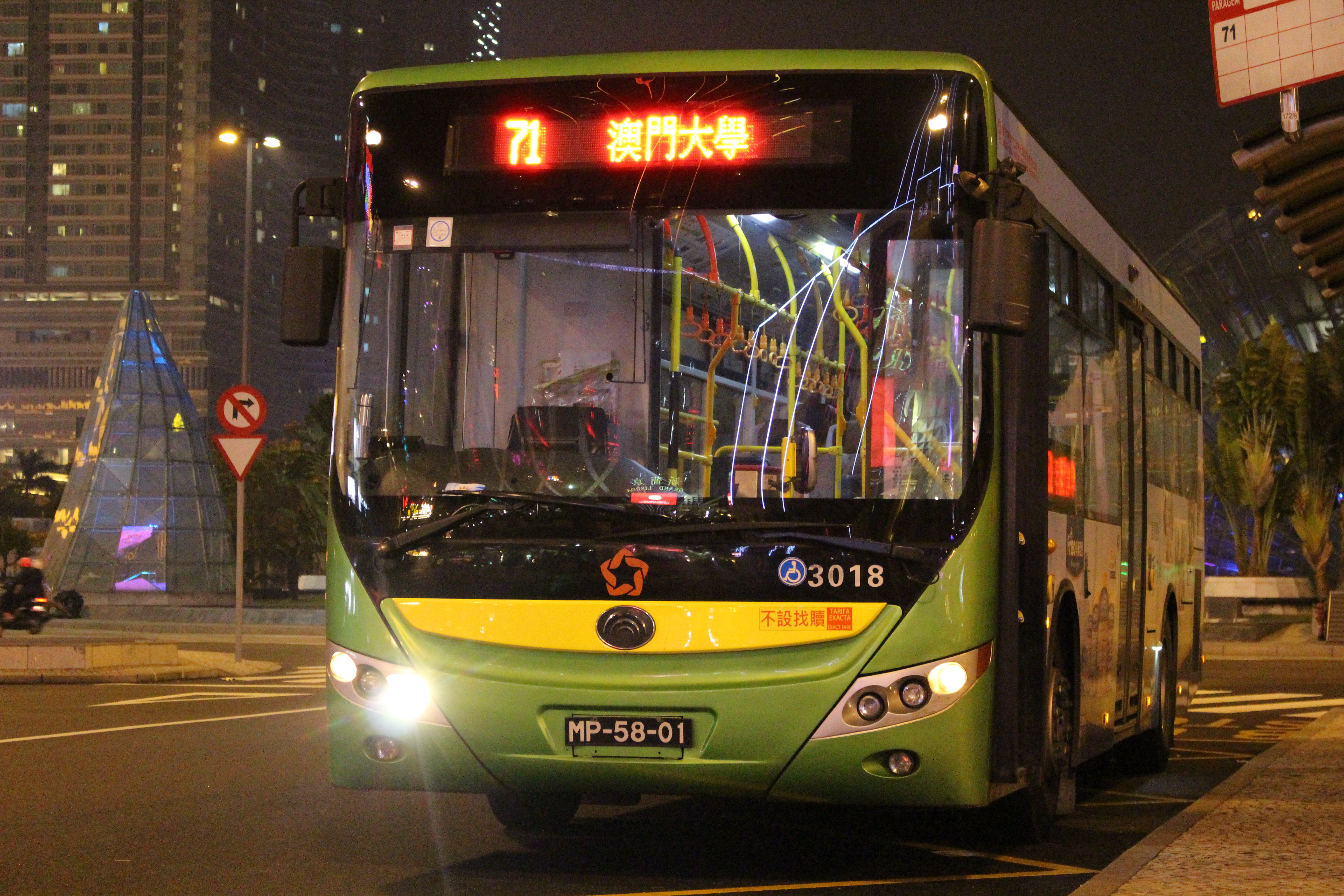
宇通ZK6118HGE
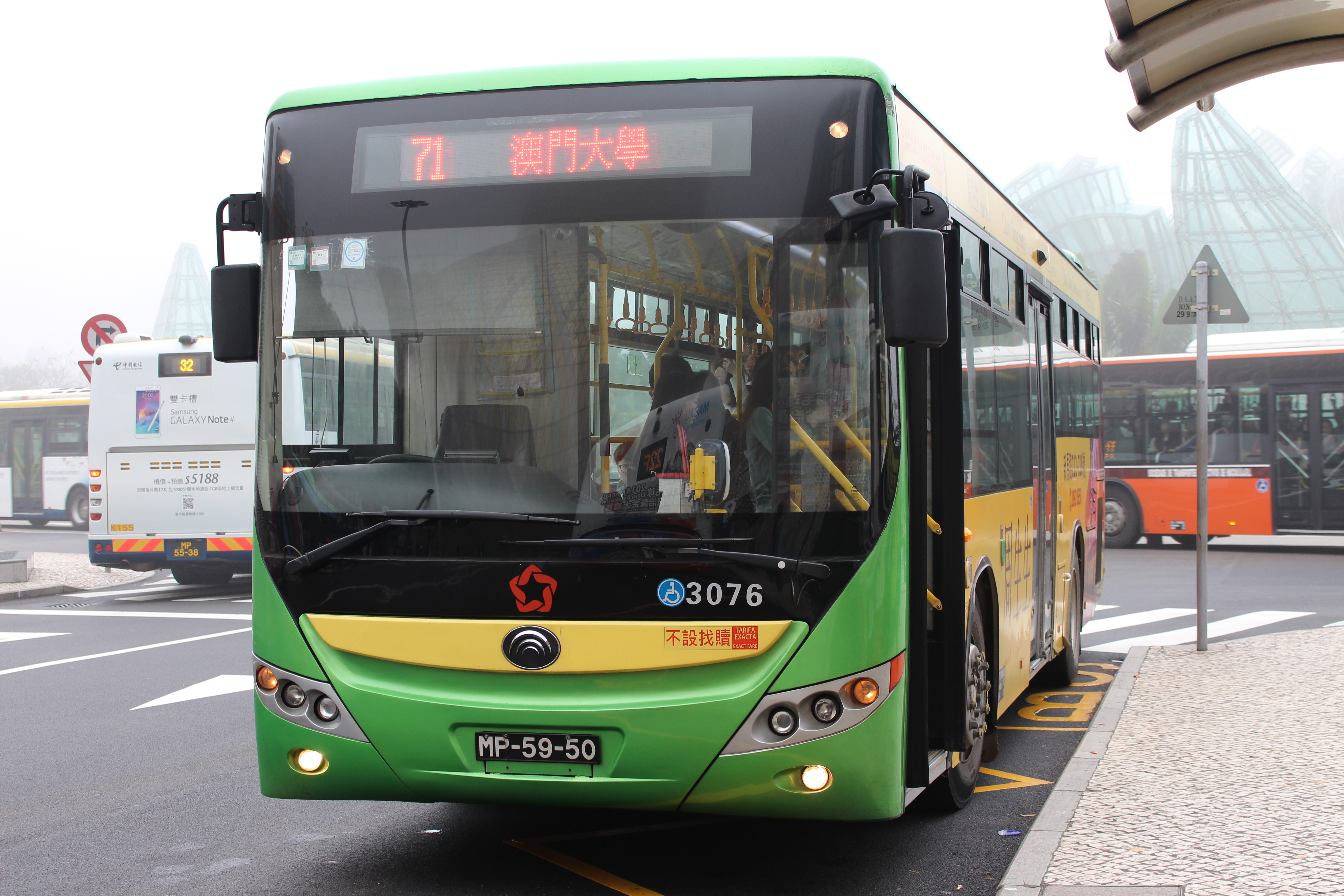
宇通ZK6118HGE
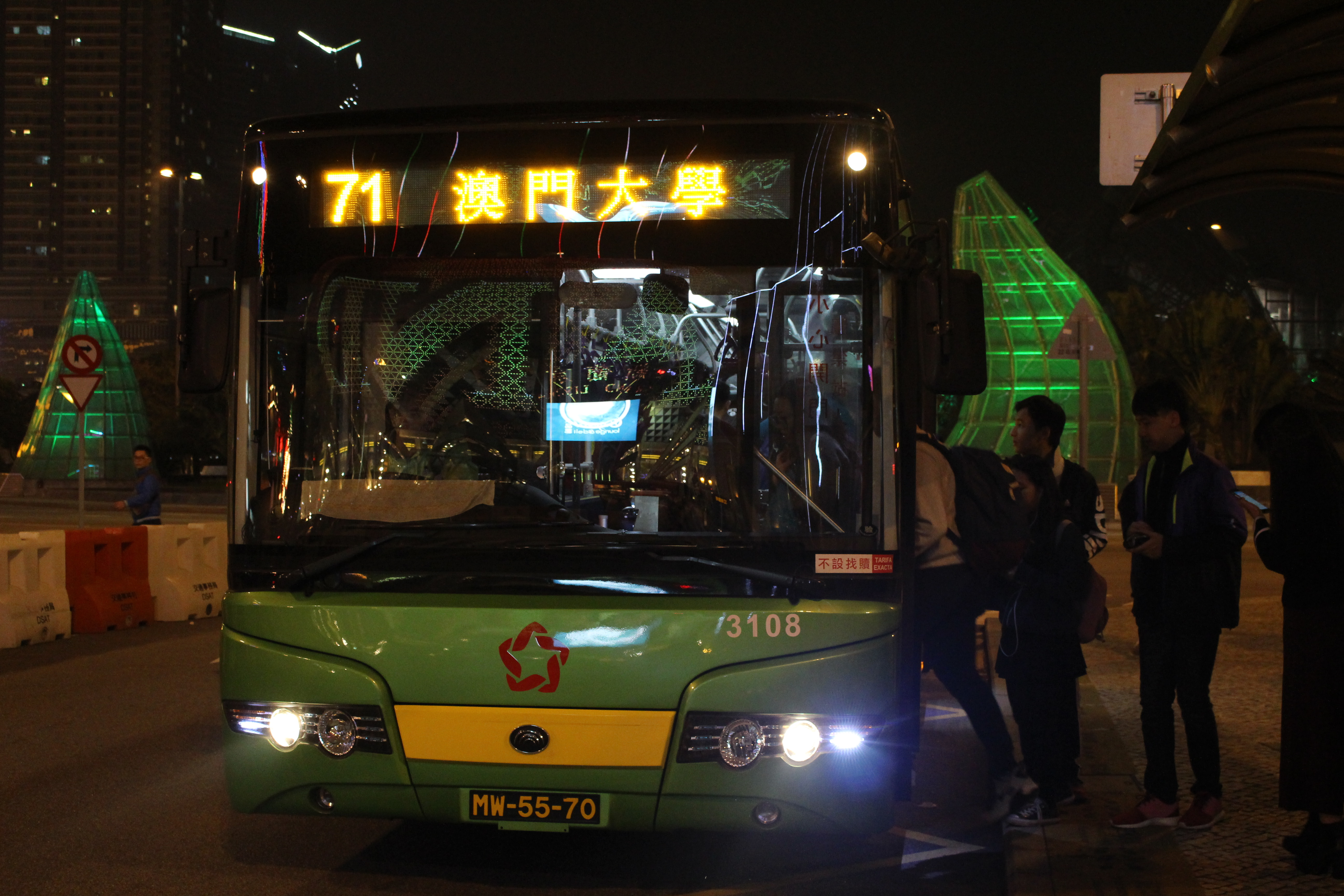
宇通ZK6115HG1
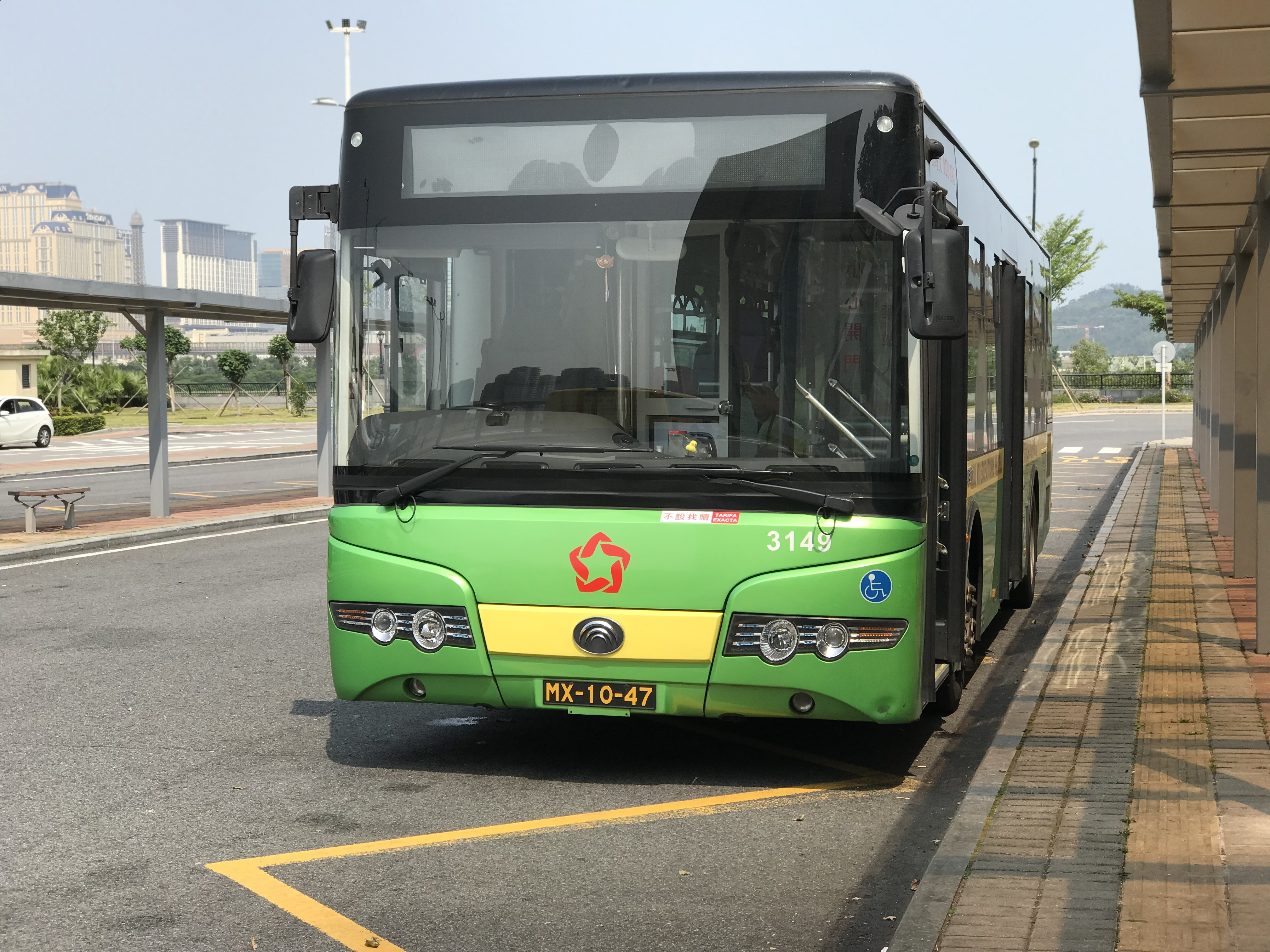
宇通ZK6105HG

### 澳巴時期

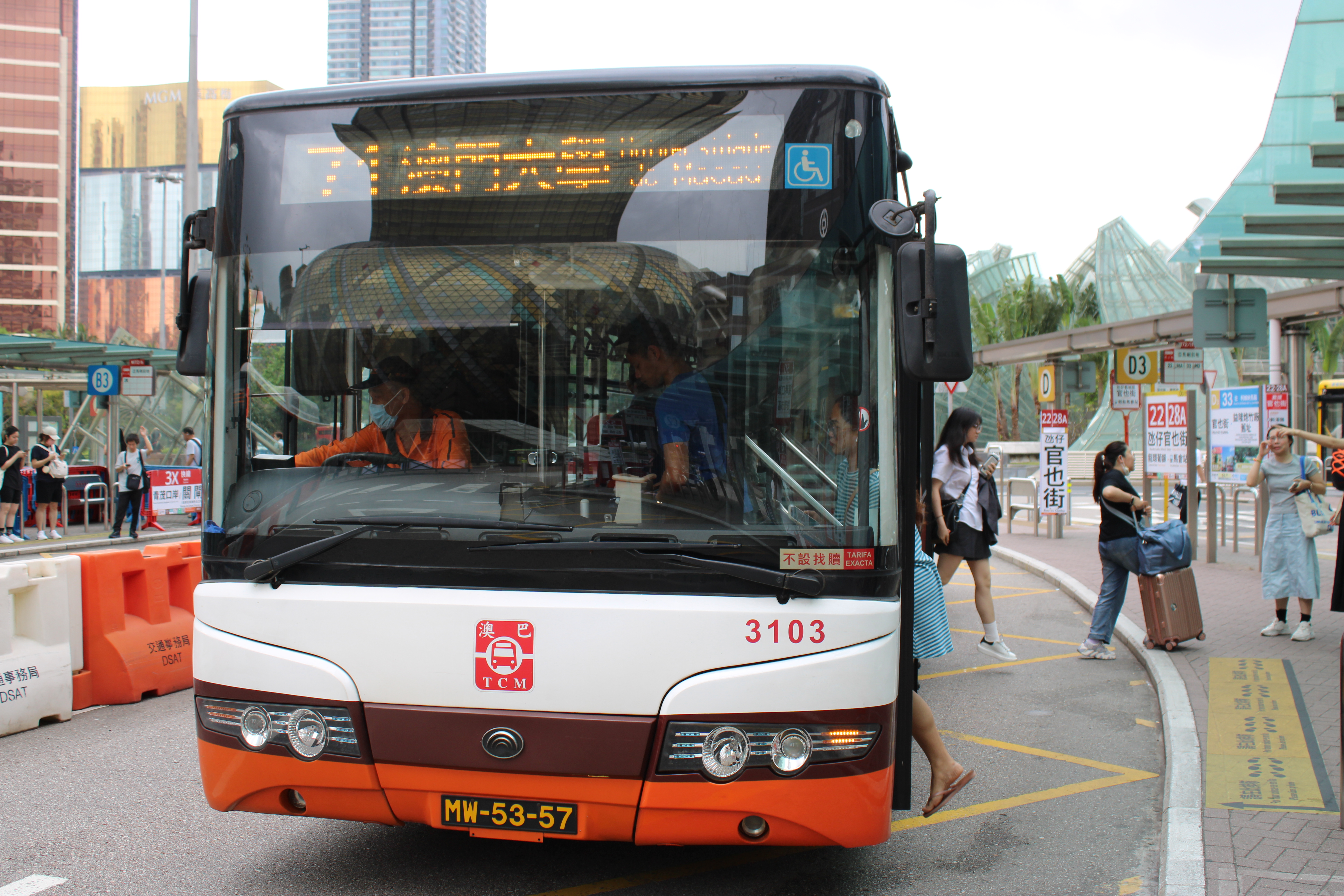
宇通ZK6115HG1
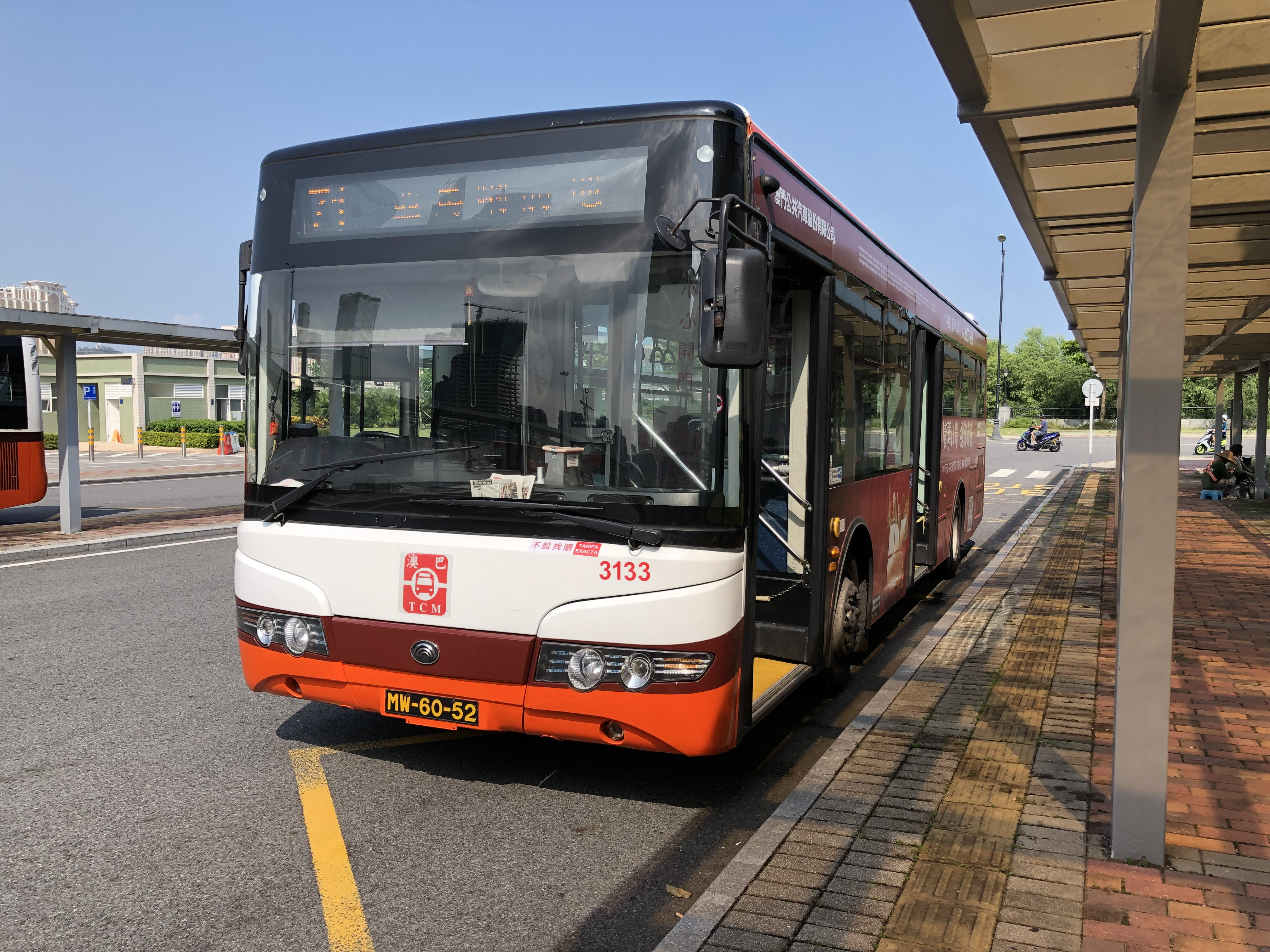
宇通ZK6115HG1
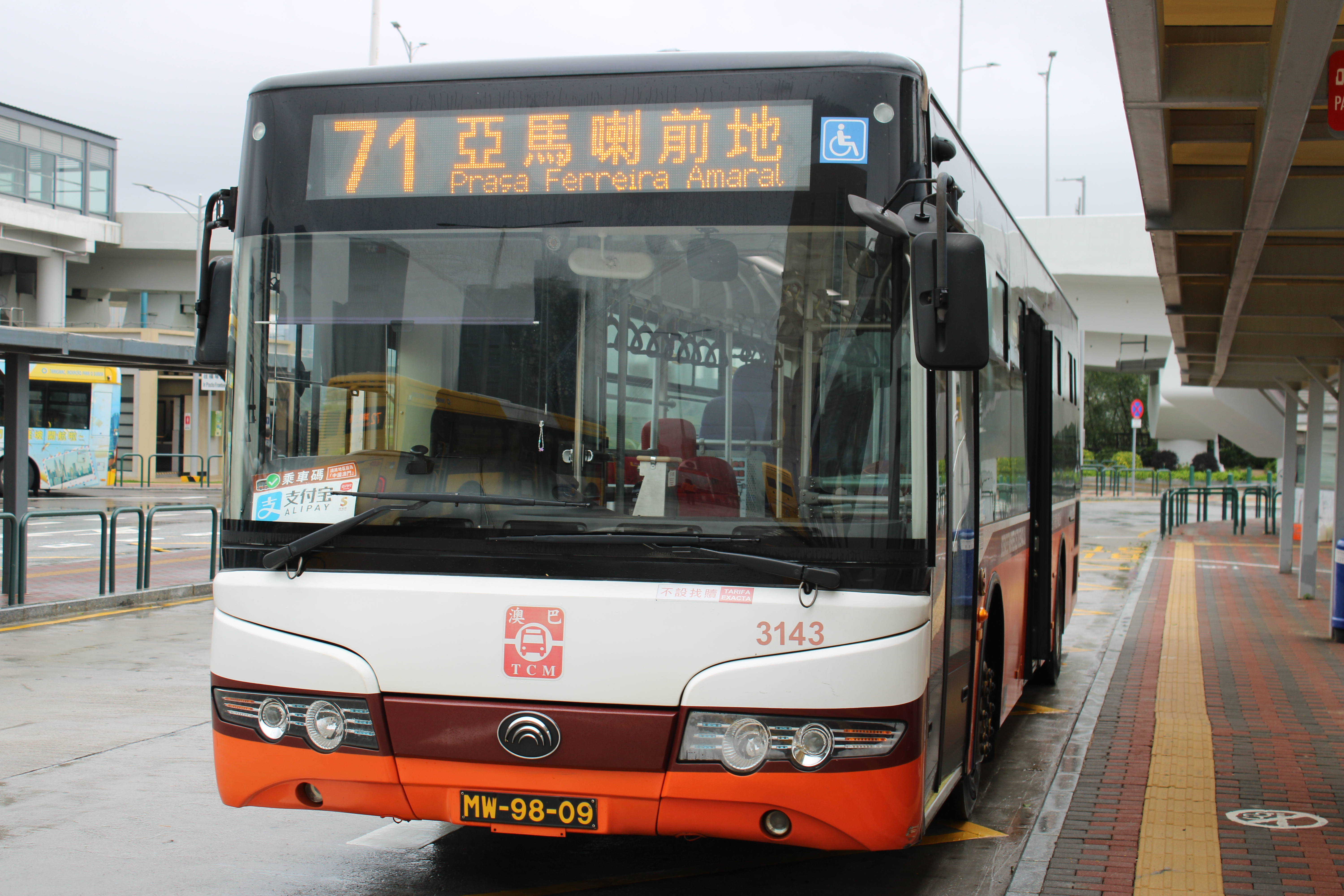
宇通ZK6105HG
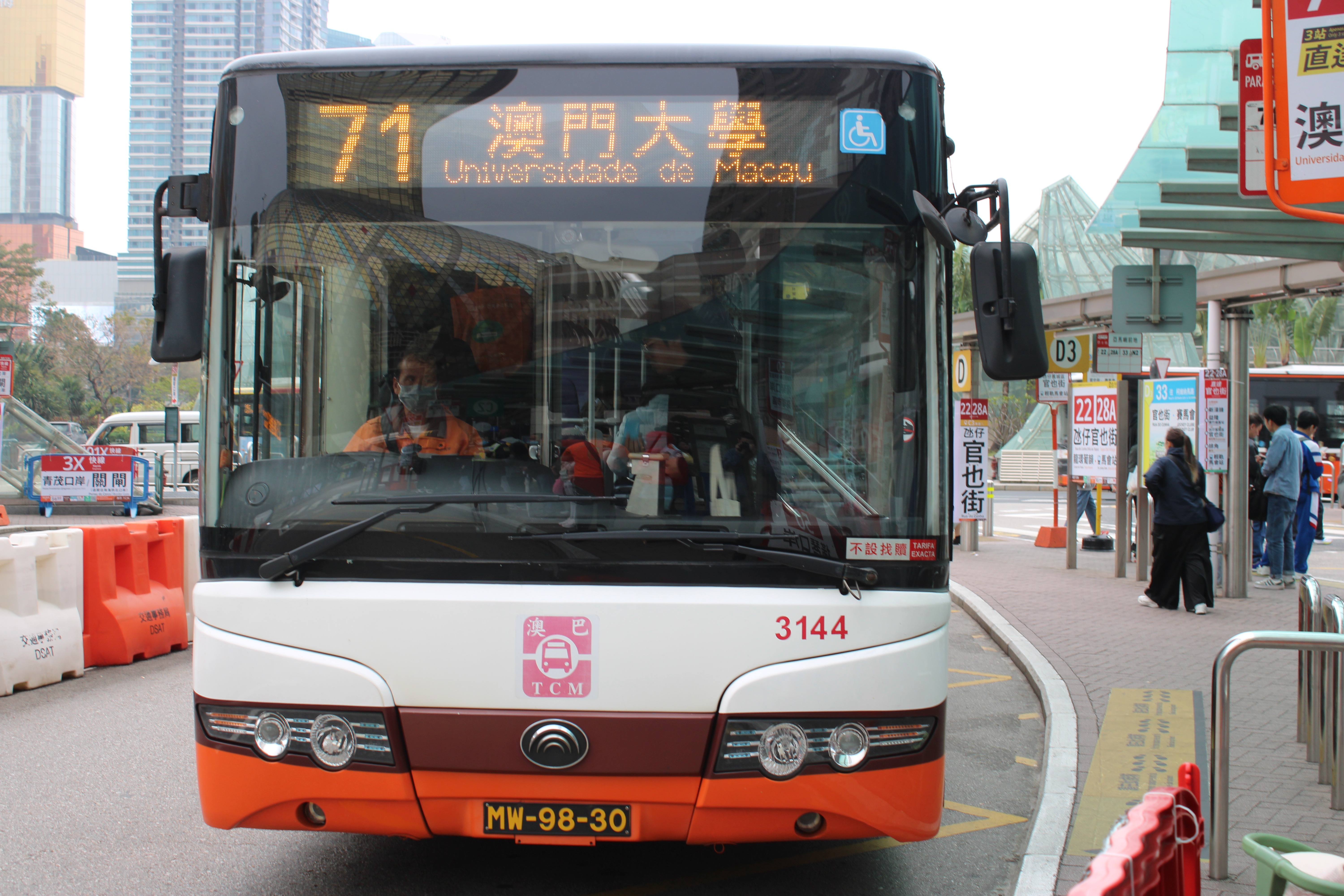
宇通ZK6105HG
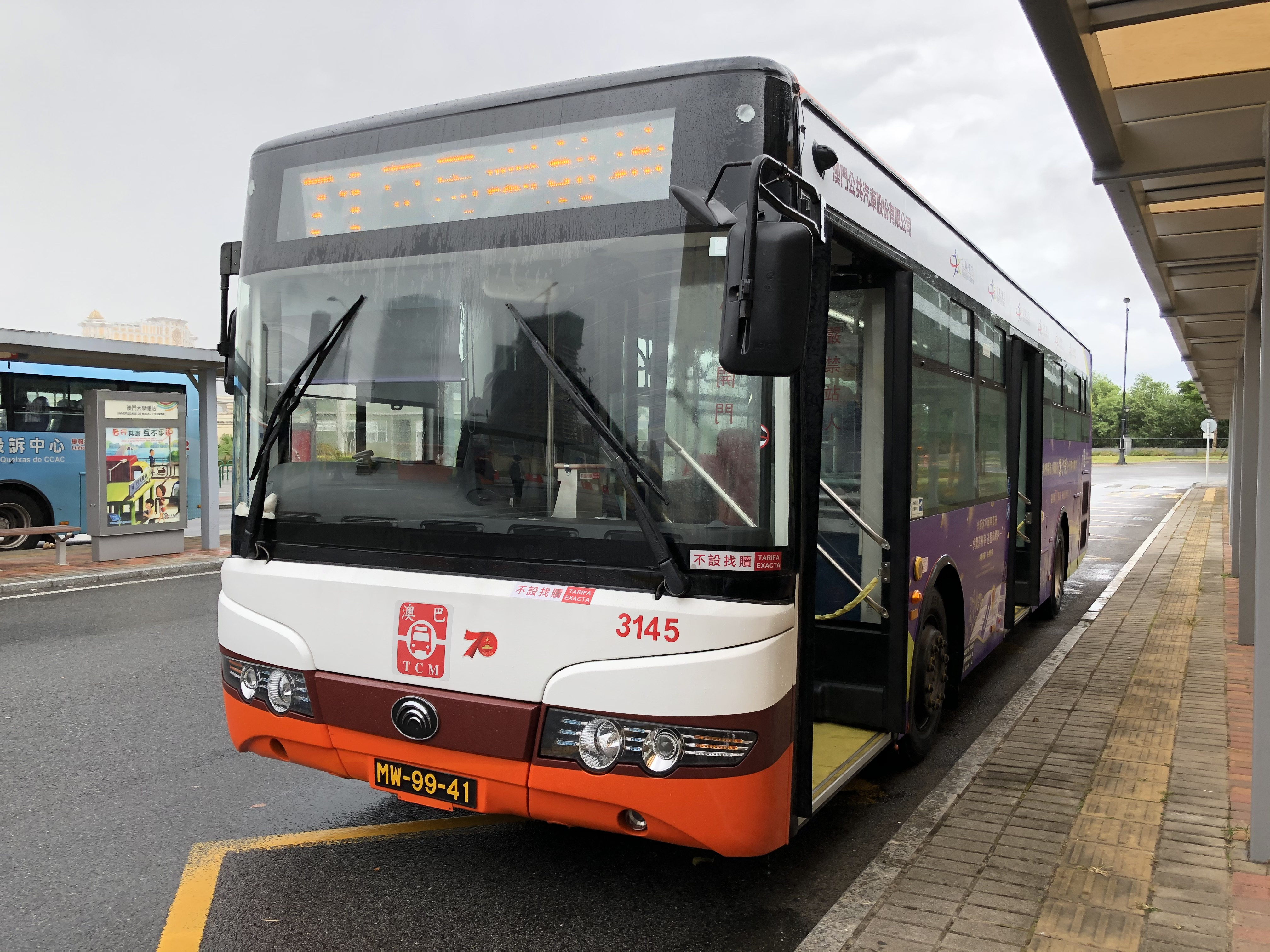
宇通ZK6105HG
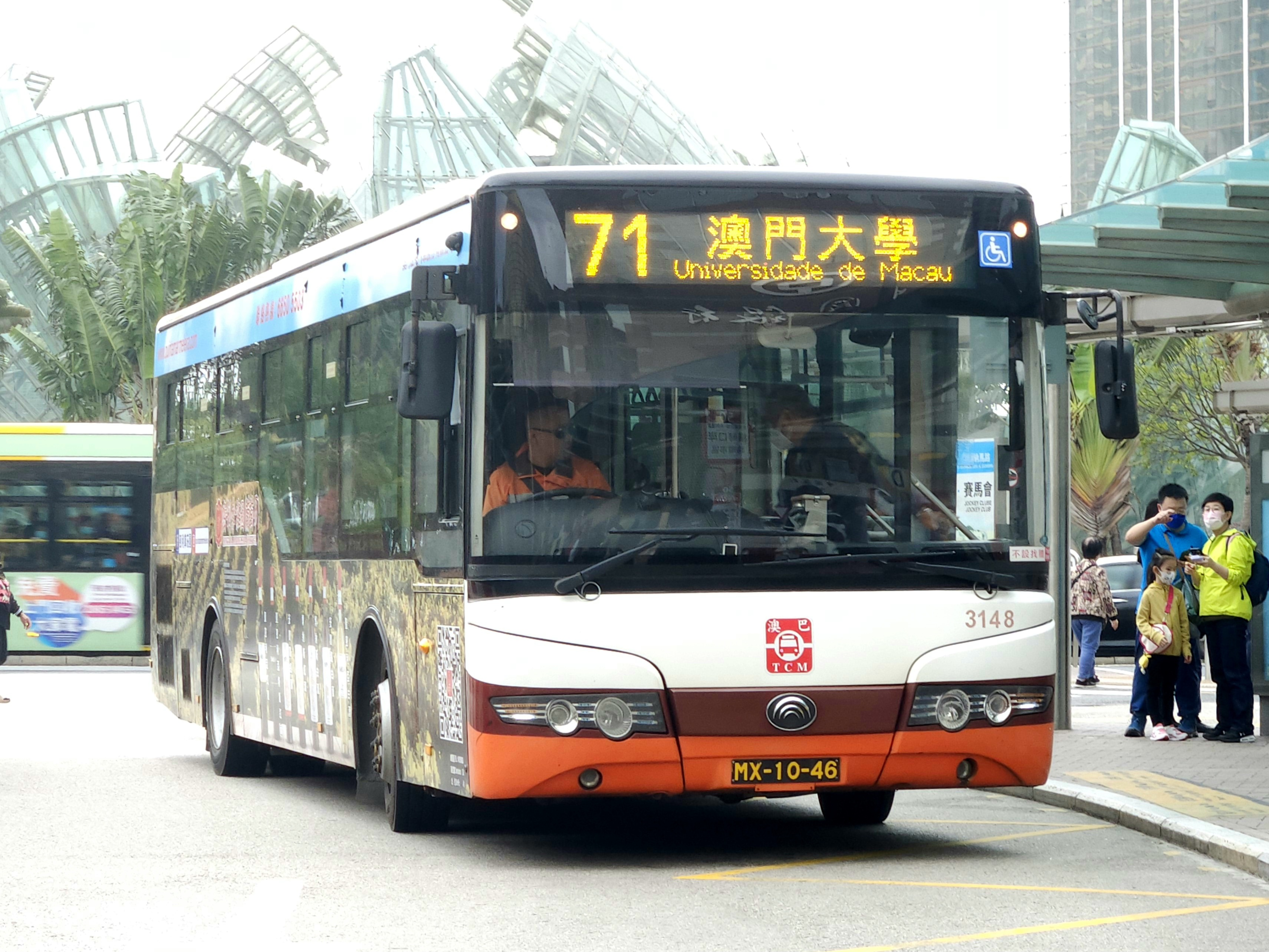
宇通ZK6105HG
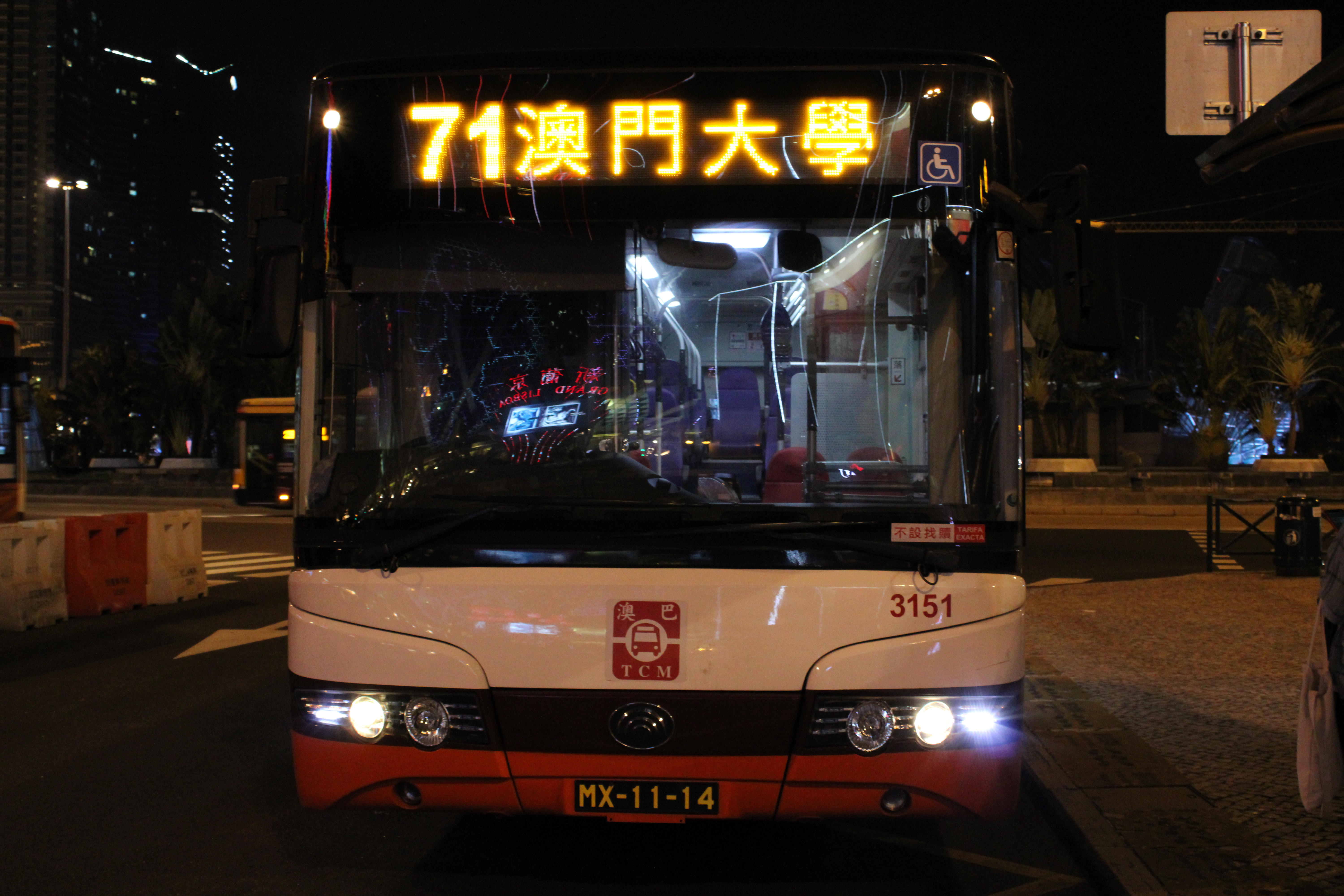
宇通ZK6105HG
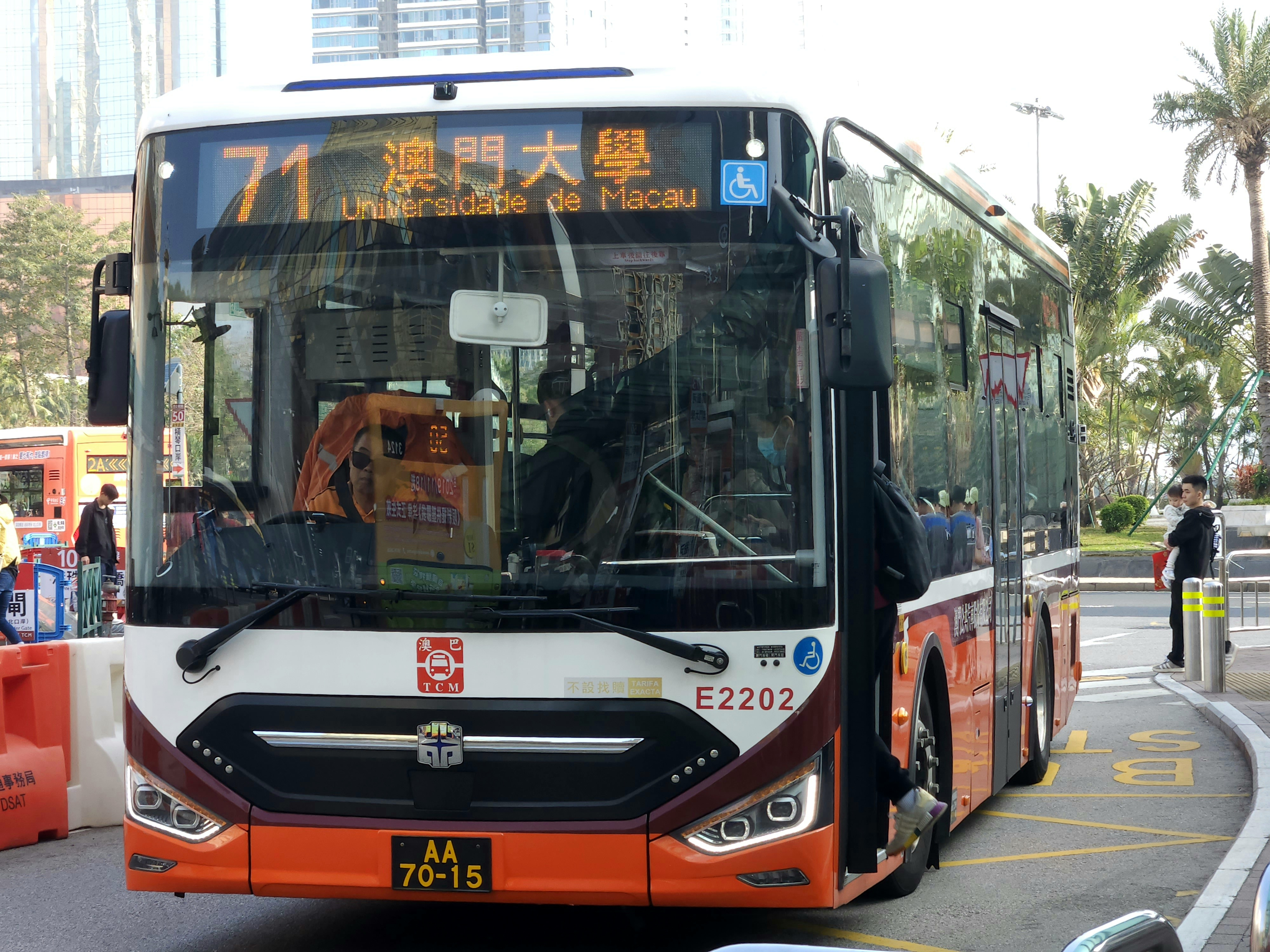
中通LCK6980SHEVG
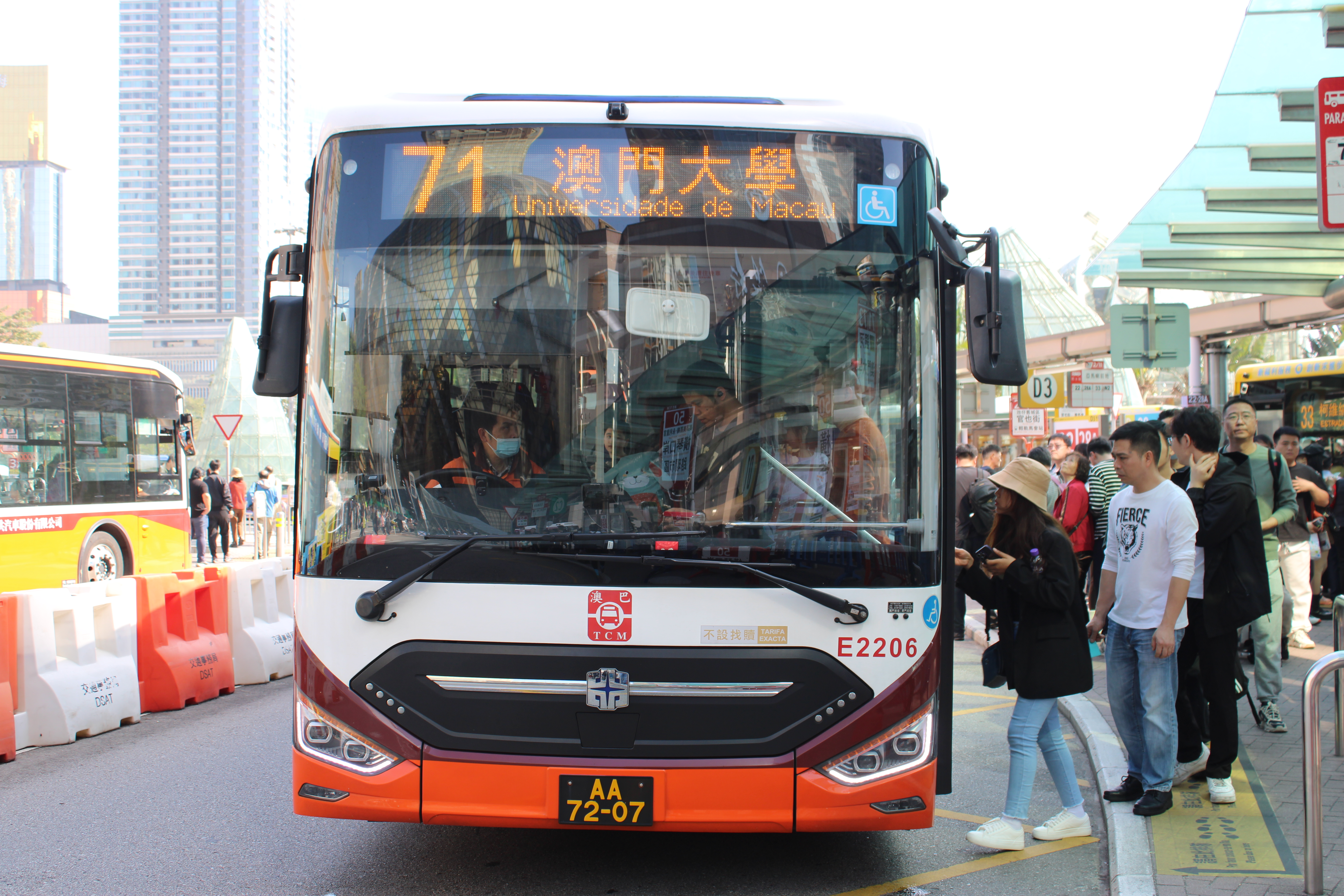
中通LCK6980SHEVG
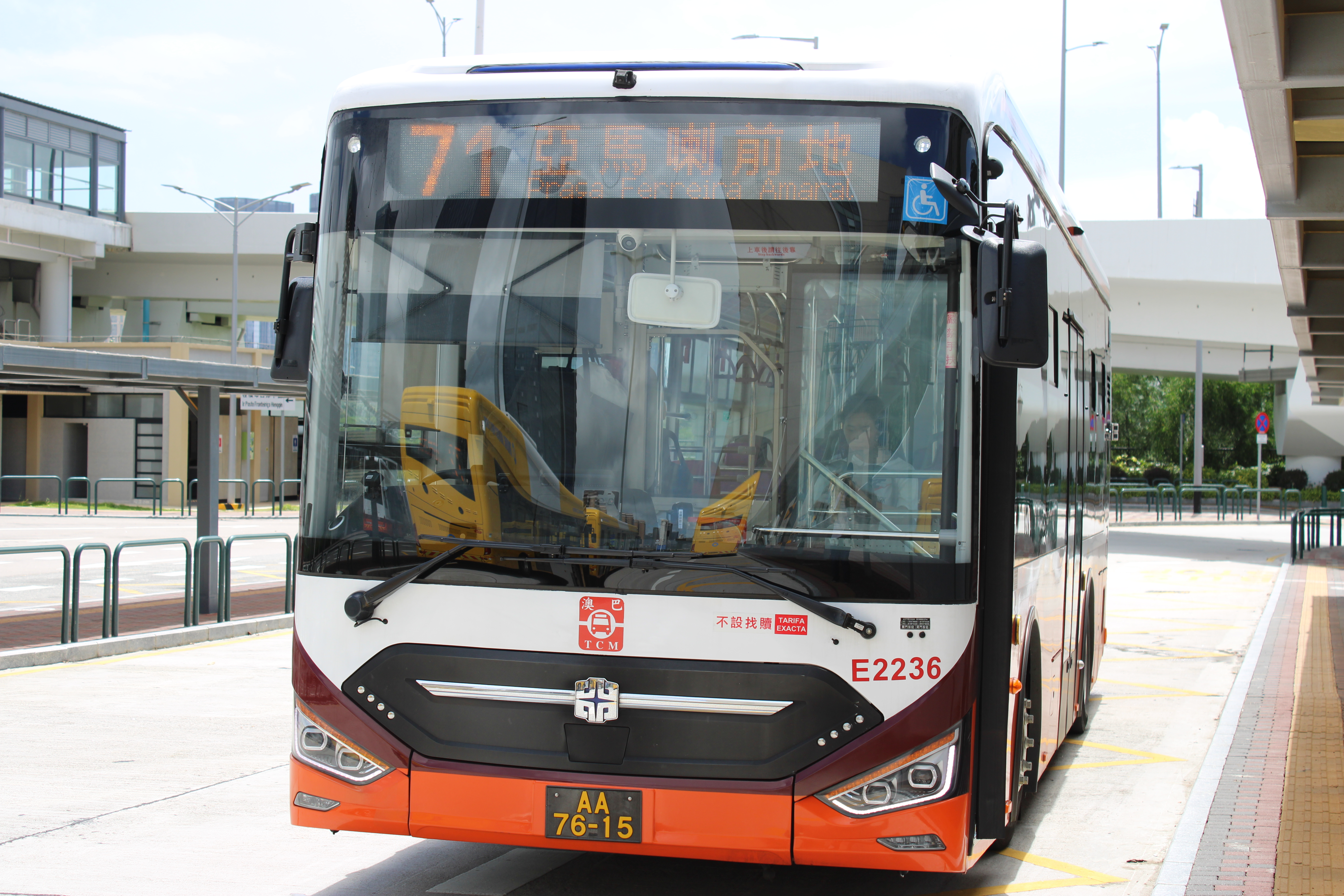
中通LCK6980SHEVG
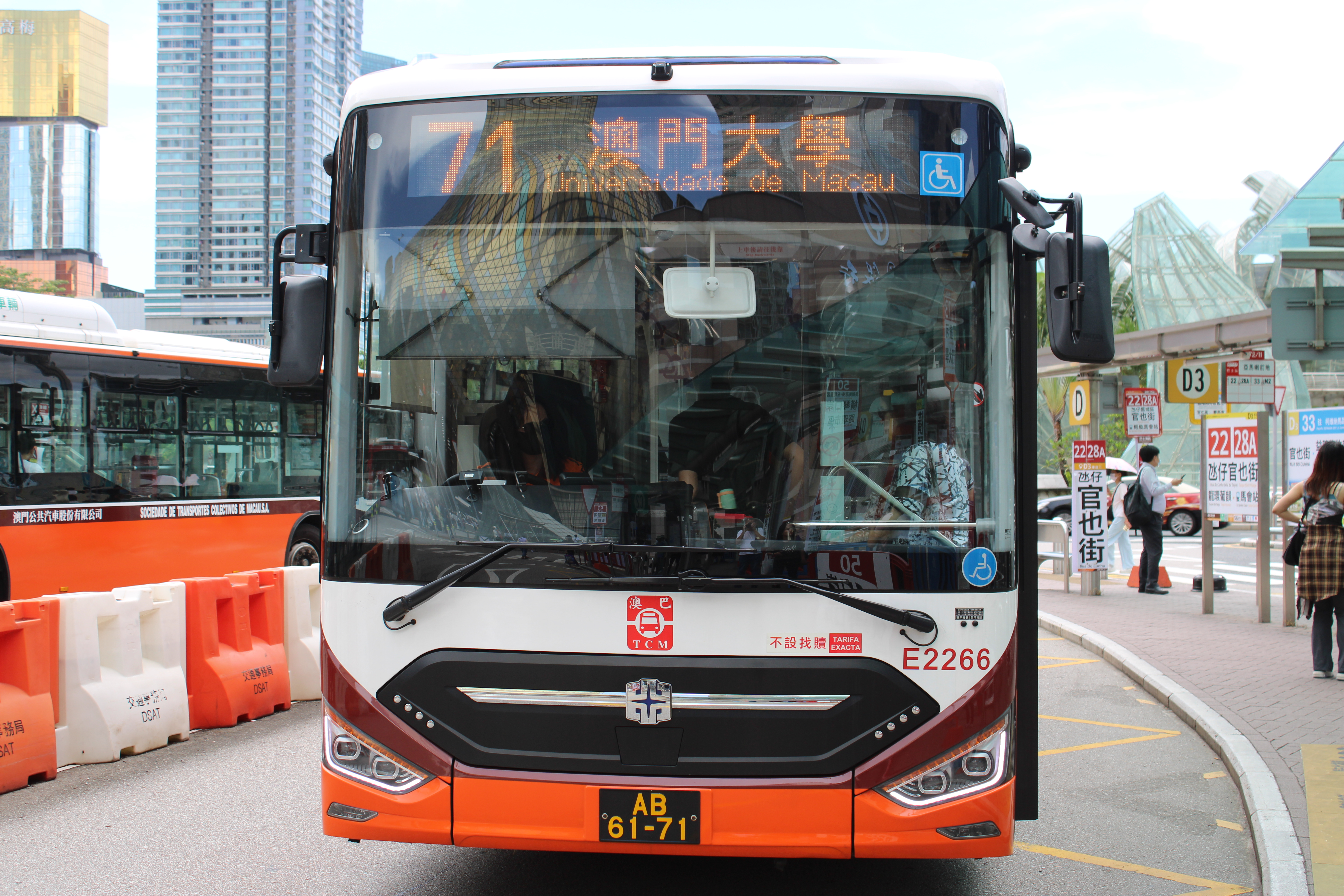
中通LCK6980SHEVG

## 爭議
- 自橫琴口岸澳方口岸區二期交通平台於2023年9月下旬正式啟用後，巴士班次少及路線覆蓋範圍不足問題仍然嚴重。當中701X路線僅停澳門大學總站一站引起澳大師生和社會人士批評，交通事務局回覆澳門立法會直選議員林宇滔提出書面質詢時僅表示，回覆稱配合二期交通平台及澳門大學連接橫琴口岸通道橋啟用，經檢視公共巴士服務及綜合過往乘客反映的意見，擴大701X路線服務範圍，局方正檢視相關調整成效，並與澳門大學保持溝通收集意見，以滿足澳大師生往返橫琴口岸的需求。[22]

- 2024年8月至9月，澳門各高校開學後，往返橫琴口岸交通不能滿足師生需求，更出現長長的候車人龍，澳大師生需通過“轉乘”方式往返橫琴口岸至澳大各建築再度惹起爭議，大部分社區人士在新學年開學前認為本線和73路線由澳門大學總站出發的客量較少，車輛可駛往橫琴澳方口岸總站載客後再按原線前往澳門半島沿途各站，並讓從橫琴口岸入境旅客方便前往澳大校區內參觀。[23] 對於澳大師生要求將部分路線，如本線調整延伸或途經橫琴口岸，但交通事務局充耳不聞，相關解決交通配套問題被批評為在不作為還是亂作為，可能拖了國家的後腿，阻礙居民到橫琴粵澳深度合作區發展。[24]

## 外部連結
- 澳門公共汽車有限公司(官方網站) （页面存档备份，存于）